# Office de Radiodiffusion-Télévision du Mali

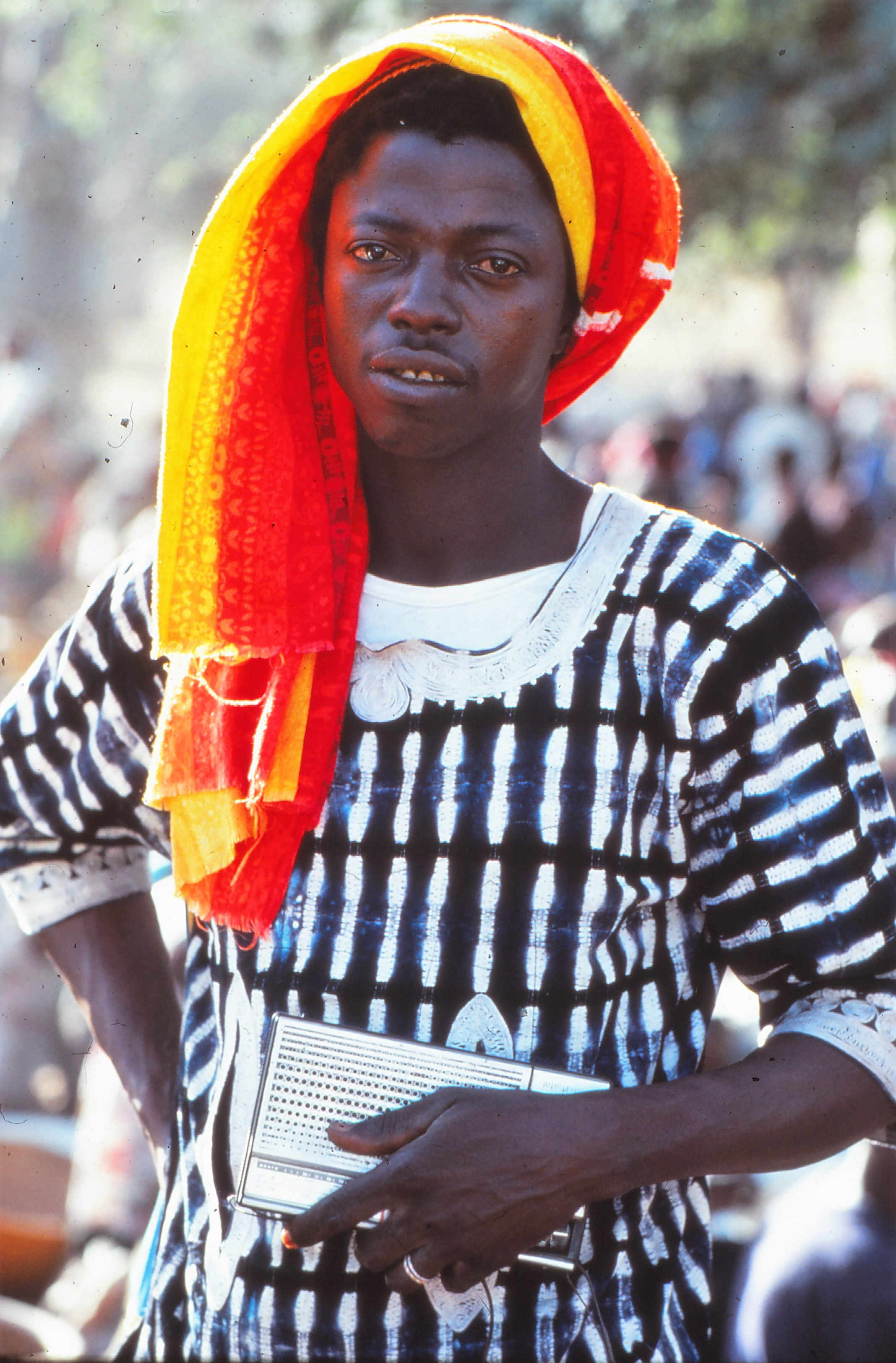
Giovane uomo Dogon di ritorno da Abidjan con la sua radio, Tireli, Mali 1985.

Office de radiodiffusion et de télévision du Mali (ORTM) è l'ente radiotelevisivo pubblico del Mali. Trasmette dalla capitale Bamako in francese e nelle lingue locali.

## Storia
La radiodiffusione in Mali cominciò nel 1957 con una stazione radio da un kilowatt chiamata "Radio Soudan" a Bamako, il centro amministrativo dell'allora colonia francese del Sudan francese.
Dopo l'indipendenza nel 1960, Radio Nationale du Mali (Radio-Mali) iniziò a trasmettere da "La maison de la Radio" nel quartiere Bozola di Bamako. Le strutture tecniche erano costituite nel 1962 da dei trasmettitori di fabbrica cecoslovacca la cui potenza oscillava tra i 18 e i 30 kilowatt.
Nel 1970 il governo cinese costruì 4 trasmettitori da 50 kw a circa 7 km da Bamako, permettendo a Radio Mali di raggiungere gran parte dell'Africa occidentale.
Il 22 settembre 1983 a Bamako fu aperto anche un centro televisivo, che consentì a RTM di attivare un canale televisivo a colori.
Dei programmi di sovvenzioni francesi e tedeschi tra il 1984 e il 1990 permisero un'espansione nei settori delle notizie e dei reportage e l'apertura di stazioni radio regionali a Ségou (1986), Koulikoro (1989), Sikasso (1990) e Mopti (1993). 
Nel 1992 si aggiunse un secondo network radio, al quale fu dato il nome di "Chiffre II".
Il 5 ottobre 1992 il governo maliano, in base alla legge 92-021, sottrasse la RTM dal diretto controllo governativo, rendendola un ente finanziato con fondi pubblici ma indipendente, come parte del processo nazionale di liberalizzazione nella direzione della fondazione di una "terza repubblica maliana", e riorganizzò l'azienda sotto il nome di "ORTM" il 1º gennaio 1993. Contestualmente fu ammessa anche l'emittenza privata.
ORTM fu sequestrata dalle forze dal Comitato Nazionale per il Ripristino della Democrazia e dello Stato (CNRDR) il 21 marzo 2012 durante il colpo di stato in Mali del 2012. Ciò provocò il 26 marzo seguente una protesta di un migliaio di persone al canto di «Liberate la ORTM».

### Situazione attuale
Al 2002 la ORTM possiede 35 antenne e ripetitori radiotelevisivi che coprono tutte e 8 le regioni amministrative del Mali. Dal suo quartier generale a Bamako ORTM irradia le 2 stazioni radio nazionali RTM e Chiffre II, il canale televisivo nazionale RTM e varie stazioni radio regionali.
Il Mali è considerato uno dei Paesi con maggiore libertà d'espressione in Africa, benché le forze governative talora tentino, e a volte anche riescano, a fare forti pressioni sul personale della radiotelevisione in virtù delle rigide leggi antidiffamazione del Paese (nel 2001, per esempio, il presidente della ORTM rischiò la galera per un'intervista al sindaco di Bamako nella quale questi accusava la magistratura maliana di corruzione.) 
Dal 1992 la radio e la televisione non sono più monopoli dello Stato.  Sono due i gruppi televisivi privati concorrenti, entrambi gestori di più canali, e numerose le stazioni radio private.
Il Mali è anche considerato un leader mondiale nello sviluppo della radio comunitaria; soprattutto ORTM fornisce un importante contributo alla Union des Radios et Televisions Libres (URTEL), un circuito di oltre un centinaio di stazioni radio locali indipendenti. 
ORTM è partner anche di altre organizzazioni governative e internazionali di istruzione e di programmi di sviluppo presenti in Mali.

## Programmazione
ORTM trasmette notizie e programmi di informazione, di intrattenimento (nazionali e stranieri), di musica e sport.
La maggior parte di quelli nazionali sono in francese, ma diverse ore sono anche in lingua bambara, e a livello regionale anche in altre lingue. 
Emission Hebdomadaire d'Information, il settimanale d'informazione di ORTM, va in onda ogni domenica a mezzogiorno dal 1998, ed è condotto da Manga Dembélé e Youssouf Touré. 
Un telegiornale nazionale viene proposto due volte al giorno. 
Vengono offerti regolarmente gli eventi sportivi di interesse nazionale, soprattutto gli incontri di calcio della Malien Première Division, a un pubblico avido, perlomeno 3 volte la settimana.

## Servizi

### Televisione
| Nome   | Sede   | Тipo        | Lancio | Lingua                  |
| ------ | ------ | ----------- | ------ | ----------------------- |
| ORTM 1 | Bamako | generalista | 1983   | francese, lingue locali |
| ORTM 2 | Bamako | generalista |        | francese, lingue locali |

### Radio
| Nome       | Sede   | Тipo        | Lancio | Lingua                  |
| ---------- | ------ | ----------- | ------ | ----------------------- |
| Radio ORTM | Bamako | generalista | 1957   | francese, lingue locali |
| Chiffre II | Bamako | generalista |        | francese, lingue locali |

## Ricezione

### Digitale terrestre
ORTM trasmette in standard DVB-T HD.

### Satellite[10]
| Satellite          | Eutelsat 9B                | SES 5                      | Intelsat 37E               | Intelsat 37E               | SES 4                      | Intelsat 35E               |
| Posizione orbitale | 9.0° E                     | 5.0° E                     | 18.0° W                    | 18.0° W                    | 22.0° W                    | 34.5° W                    |
| Canali             | ORTM 1, ORTM 2, Radio ORTM | ORTM 1, ORTM 2, Radio ORTM | ORTM 1, ORTM 2, Radio ORTM | ORTM 1, ORTM 2, Radio ORTM | ORTM 1, ORTM 2, Radio ORTM | ORTM 1, ORTM 2, Radio ORTM |
| Frequenza          | 12034 V                    | 12380 H                    | 4095 L                     | 4129 L                     | 12570 V                    | 11525 V                    |
| SR                 | 27500                      | 27500                      | 7325                       | 2060                       | 30000                      | 12333                      |
| FEC                | 3/4                        | 3/4                        | 3/4                        | 3/4                        | 3/4                        | 3/4                        |
| Modulazione        | 8PSK                       | QPSK                       | 8PSK                       | 8PSK                       | QPSK                       | 8PSK                       |

### Streaming
ORTM in streaming.